# 胸いっぱいの愛を (寺岡呼人の曲)
「胸いっぱいの愛を」（むねいっぱいのあいを）は、寺岡呼人のシングル。

## 概要
寺岡呼人初のマキシシングル。
ミュージック・ビデオでは、寺岡が自らギターを振り下ろしてアンプを壊している。その中の1シーンがシングルジャケットになっている。1ヶ月前にリリースされたベスト・アルバム『Love/Life THE BEST OF YOHITO TERAOKA』のブックレットにも、そのミュージック・ビデオのシーンが収められている（ちなみに本シングル収録曲は1曲も収録されていない）。

## 収録曲
1. 胸いっぱいの愛を
2. JET MOBILE 2000
3. メランコリー